# Heath Baldwin
Heath Baldwin (* 8. Februar 2001) ist ein US-amerikanischer Leichtathlet, der sich auf den Zehnkampf spezialisiert hat.

## Sportliche Laufbahn
Heath Baldwin wuchs in Kalamazoo in Michigan auf und absolvierte bis 2024 ein Studium an der Michigan State University. Erste internationale Erfahrungen sammelte er im Jahr 2024, als er bei den Olympischen Sommerspielen in Paris mit 8422 Punkten den zehnten Platz im Zehnkampf belegte. Im Jahr darauf gelangte er bei den Hallenweltmeisterschaften in Nanjing mit 6188 Punkten auf den vierten Platz im Siebenkampf.
2024 wurde Baldwin US-amerikanischer Meister im Zehnkampf.

## Persönliche Bestleistungen
- Zehnkampf: 8625 Punkte, 22. Juni 2024 in Eugene
  - Siebenkampf (Halle): 6238 Punkte, 9. März 2024 in Boston